# Østre Ringvej (Ringsted)
 For alternative betydninger, se Østre Ringvej. (Se også artikler, som begynder med Østre Ringvej)
Østre Ringvej  er en tosporet omfartsvej der går uden om Ringsted. Vejen er en del af primærrute 14  der går fra Næstved til Roskilde, og er med til at lede gennemkørende tung trafik uden om Ringsted Centrum.
Vejen forbinder Bragesvej i syd (der er en videreførelse af omfartsvejen til Næstvedvej) med Roskildevej i nord, og har forbindelse til Jættevej, Balstrupvej, Køgevej, Kaserne Parkvej, E20 (frakørsel 35 Ringsted Ø) Kærup Parkvej, Jordemodervej og Roskildevej.